# .mm
.mm — национальный домен верхнего уровня для Мьянмы.  В 1997 году Мьянме был предоставлен домен .mm взамен .bu
Для использования домена необходимо являться организацией, постоянно находящейся в Мьянме. Имя должно состоять из трёх или более символов. 